# Раппопорт, Андрей Натанович
Андрей Натанович Раппопорт (род. 22 июня 1963, Новая Каховка, Херсонская область, УССР) — международный экономист, управленец, предприниматель и филантроп. Сооснователь и первый руководитель Альфа-Банка (1991-1996). Сооснователь и член бюро Благотворительного фонда «Российский Еврейский Конгресс» (1996-2022). Сооснователь некоммерческой организации Московская школа управления «Сколково» (2005).  
С 2015 года проживает в Швейцарии. 

## Биография и образование
Родился в Новой Каховке Украинской ССР 22 июня 1963 года. Учился в школе в Северодонецке Ворошиловградской (Луганской) области. 
С 1981 по 1983 год проходил службу в рядах Советской Армии.
В 1989 году окончил экономический факультет Донецкого государственного университета по специальности «Планирование народного хозяйства, экономист».
Во время обучения в университете в рамках студенческого обмена прошел обучение в Santa Clara University в США.
В 1997 году защитил диссертацию в Институте социологии РАН по специальности «Социология управления» — кандидат социологических наук.
Проживает в Швейцарии. 
Согласно одним данным, в 2019 году — получил португальское гражданство в соответствии с законом о сефардах, принятым в 2015 году в Португалии. Согласно другим — это произошло в 2021 году. 
На 2023 год имеет израильское, кипрское, португальское и российское гражданство.
С момента создания в 1996 году спонсировал и активно участвовал в деятельности Российского еврейского конгресса, в 2022 году прекратил свое участие в нем. 

## Предпринимательская деятельность
- 1989 — 1991 — консультант в «ЭКОУ-Консульт», Новая Каховка[5][16][2].
- 1991 — организовал брокерскую контору «Консо и К» в Донецке[6].
- 1991 — 1996 — председатель правления КИБ «Альфа-Банк»[6][7][10]. Организовал команду по созданию банка и возглавил его[3].
- 1997 — 1998 — первый вице-президент объединенной компании «Юкос-Роспром»[7][10]. Организовал процесс становления и консолидации активов компаний группы[16].
- 1998 — 2004 — заместитель Председателя Правления ОАО РАО «ЕЭС России»[7][10]. Отвечал за инвестиционную и экспортную деятельность холдинга и организацию антикризисных мероприятий в отрасли и ряде регионов[16]. Занимался восстановлением энергетической инфраструктуры. Руководил строительством Бурейской ГЭС и Богучанской ГЭС[5].
- 1999 — 2009 организовал и возглавлял Совет Директоров компании Интер РАО ЕЭС, оператора экспортно- импортных операций в электроэнергетике и по решению проблем с экспортной задолженностью[16][2].
- 2002 — 2009 — председатель Правления ОАО «ФСК ЕЭС»[6][10][17]. В рамках реструктуризации РАО ЕЭС России организовал и возглавил создание сетевого комплекса страны и управление ФСК ЕЭС и МРСК (впоследствии Россети)[2][16]
- 2004 — 2008 — член Правления ОАО РАО «ЕЭС России»[7][10].
- 2006 — 2022 — член Координационного совета, один из основателей-учредителей негосударственного образовательного учреждения дополнительного профессионального образования Московской школы управления «Сколково»[4][18].
- 2011—2016 — Председатель Координационного совета - Президент Московской школы управления «Сколково»[10][19][4][18].
- 2012 — первый заместитель и советник Председателя Правления ОАО «Роснано»[5][10]. 2013 — советник Председателя Правления[2][16].

Инвестировал в проекты в сфере недвижимости и связи. С начала 2022 года не ведёт предпринимательскую деятельность в России.
С 2008 года участвовал в приобретении, финансировании и развитии Georgian Global Utilities и «Грузинской водно-энергетической компании», продал свою долю участия в проекте BGEO Group в 2016 году.
С 2015 года занимается инвестиционной и филантропической деятельностью. Основная доля инвестиций приходится на США, Израиль и европейские страны. Является инвестором более чем в 50 частных инвестиционных и венчурных фондов. Был одним из первых инвесторов в Datadog и Delivery Hero.

## Собственность
Указан в качестве владельца офшорной кипрской компании «Sonan Limited». 
В мае 2016 года вышло расследование от консорциума журналистов-расследователей (ICIJ), в котором указывается, что в базе данных офшорных компаний «Offshore Leaks» был обнаружен Andrey Rappoport, владеющий офшором «Garissa Ltd». 

## Награды, премии
Лауреат премии Правительства Российской Федерации 2009 года в области науки и техники — за создание принципиально новой высокоэффективной системы криообеспечения для силовых высокотемпературных сверхпроводящих систем различного назначения.

## Личная жизнь, увлечения
Женат, две дочери.
Увлекается горными лыжами, путешествиями и рыбалкой, а также философией, историей (особенно историей древнего мира). С детства занимается большим теннисом, гимнастикой. Мастер спорта по скоростной стрельбе из пистолета. Поклонник украинской кухни.